# Lamprosema marionalis
Lamprosema marionalis là một loài bướm đêm trong họ Crambidae.